# Abdurahman al-Sufi
Abul-Husein Abdurahman ibn Omer Sufi (Persijski: عبدالرحمن صوفی; na Zapadu poznat po latiniziranom imenu Azofi; Rođen je u gradu Raj, 904.‍:str. 226. a umro u Širazu 986.‍:str. 1058. godine. Sufi je bio perzijski astronom i matematičar.

## Život
Abul-Husein Abdurahman ibn Omer Sufi, izuzetno je dobro poznavao astronomiju i bio jedan od privatnih učitelja Adududaule Dejlamija. Poreklom je iz Fesa u iranskoj provinciji Fars, rođen je 904. godine u Reju. Kao zvanični vladarev astronom, radio je u palati Adududaule Dejlamija, kome je posvetio i svoje slavno delo Suvar al-kavakib [Forme zvezda]. Na zahtev ovog bujidskog vladara, Sufi je napisao i naučni esej o oblicima jednakostraničnih geometrijskih figura, u kome je obuhvatno razjasnio načine crtanja jednakostraničnih mnogougaonika s jasnim stranama pomoću šestara‍:str. 226..
Sufi je stekao veliku slavu zbog toga što je izuzetno detaljno opisao status nebeskih tela, pa njegovo spektakularno delo Suvar al-kavakib [Forme zvezda] možemo ubrojiti u najznačajnije islamske klasične spise iz ove naučne oblasti‍:str. 269..
Sufi je veoma jasno i čitko prezentovao rezultate svojih opservatorijskih istraživanja u vezi sa stanjima i karakteristikama raznih nebeskih tela. On je uspeo da razmotri njihov status i veličinu, kao i njihovu dominantnu boju. U svom popisu nebeskih tela, Sufi objašnjava da postoje dva različita prikaza tih tela: prikaz koji se obično koristi za sve posmatrače sa zemaljske kugle i prikaz koji se povezuje sa samim tim telom. Drugim rečima, drugi okvir nebeskih tela prikazuje suštinu onoga što ona u stvari jesu. Dakle, on je tvrdio da mi nužno ne vidimo istinitu sliku nebeskih tela. Takođe, među Sufijevim spisima možemo zapaziti i jedno njegovo dragoceno delo o astrolabu‍:str. 269..
Prevodio je i komentarisao grčka astronomska dela, pri čemu se posebno ističe Almagest Klaudija Ptolomeja.

## Dela
Sufi je priredio zanimljivu zbirku pod naslovom Suvar al-kavakib [Forme zvezda] koja predstavlja i analizira 48 različitih oblika Osme nebeske sfere (Falak al-burudž). Naslov ove zbirke, koja je prevedena i na persijski jezik, u nekim istorijskim prenosima zabeležen je kao as-Suvar as-samavija ili kao al-Kavakib as-sabita. Savremeni istoričar nauka Džordž Sarton (George Sarton, 1884–1956) Sufijevu zbirku ubraja u tri najveća muslimanska dela o astronomiji. Druga dva su, kako on navodi, horoskopi (az-Zidž) koje su priredili Ulug-beg i Ibn Junus. Naravno, ne treba dozvoliti da slava Sufijeve pomenute zbirke umanji značaj njegovih drugih dela, kao što je njegov briljantan traktat o astrolabu‍:str. 1058..
U svojoj knjizi Kitab al-Kavatib al-Tabit al-Musavar godine 964. je opisao Andromedinu maglicu za koju je koristio izraz "mali oblak". Iste je godine preradio 1100 godina star Hiparhov zvezdani katalog napravljen oko 129. godine pne. (141-127, 137, 135, 130. pne.) te ga je 986. godine izdao pod naslovom Kitab Suvar al-Kavakib. U njemu je popravio Ptolomejev zvezdani katalog. Prvi je pokušao povezati tradicionalna arapska imena zvezda i sazvežđa sa grčkima, koja su dotada bila nepovezana, a što je izazivalo zbrku. Pisao je i o astrolabu i novim načinima njegove upotrebe.
Po njemu je prozvan lunarni krater Azofi (Azophi). Njegove Mesečeve koordinate su 22,1° južno; 12,7° zapadno, promer 47 km i dubina 3,7 km.